# Kvarken

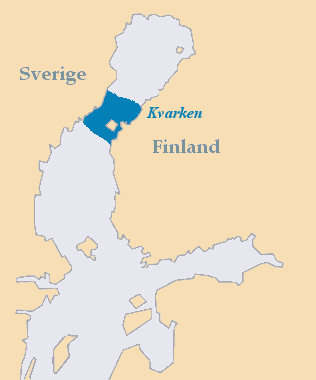
Lage des Kvarken

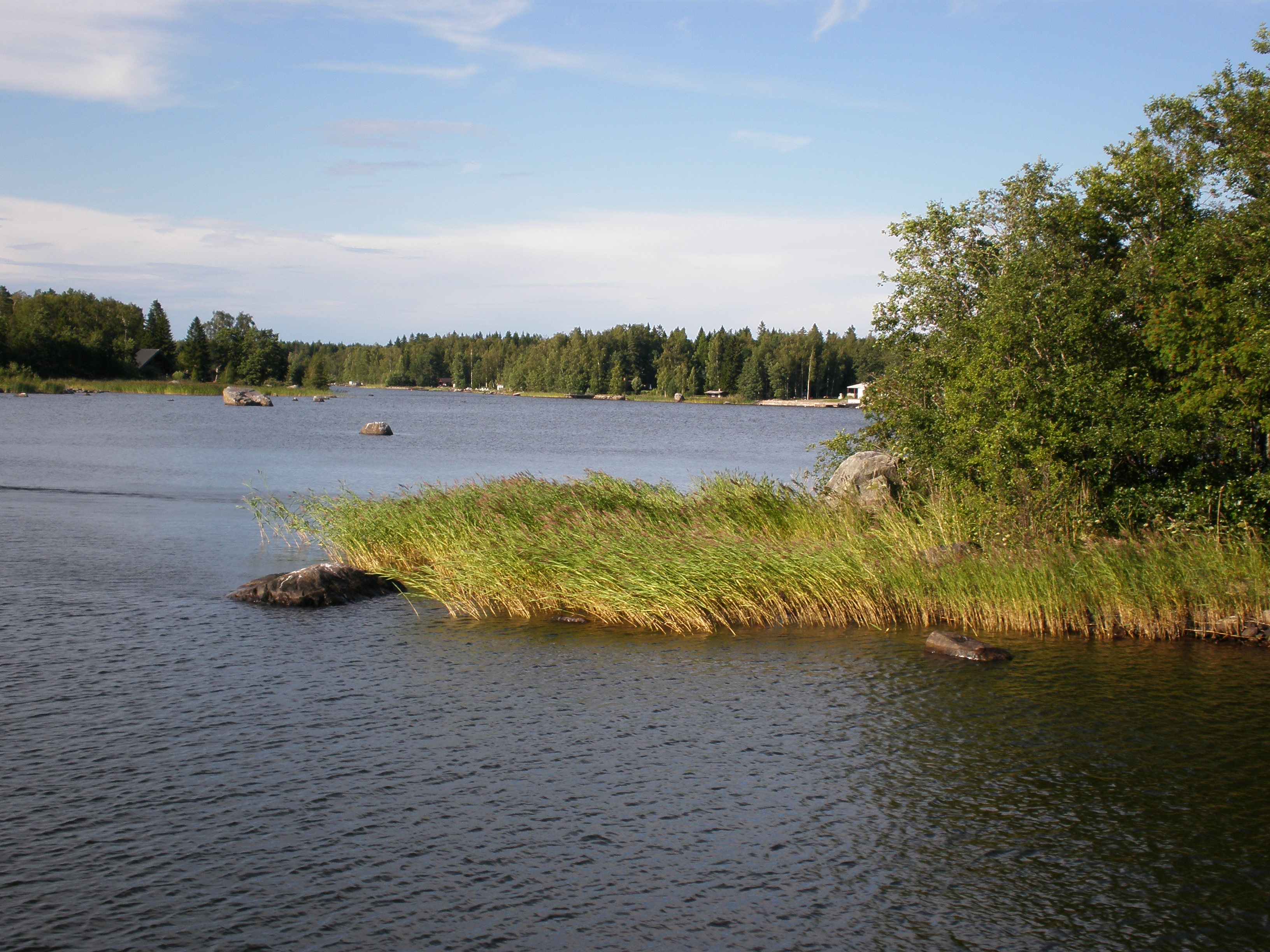
Kvarken vor Vaasa

Kvarken (finnisch Merenkurkku) ist eine Region in der Ostsee zwischen Schweden und Finnland. Sie ist Teil des Bottnischen Meerbusens und teilt diesen in einen nördlichen Teil, die Bottenwiek, und einen südlichen Teil, die Bottensee. In Schweden wird das Kvarken zeitweise auch als nördliches Kvarken (Norra kvarken) bezeichnet, wobei südliches Kvarken (Södra kvarken) die Bezeichnung für den nördlichsten, schmalsten Teil der Ålandsee zwischen den Ålandinseln und dem schwedischen Festland weiter im Süden ist.

## Geographie
Die Region liegt an der schmalsten Stelle des Ostseeausläufers zwischen der Stadt Umeå in Schweden und Vaasa in Finnland. In der Region befindet sich ein Schärengarten, dessen Landmasse durch die postglaziale Landhebung jährlich etwa um 100 Hektar wächst. Der Abstand zwischen dem finnischen und dem schwedischen Festland beträgt etwa 80 km, doch die breiteste Wasserrinne zwischen den einzelnen Inseln beträgt nur 25 km. Die durchschnittliche Wassertiefe in dieser Region beträgt gerade einmal 25 Meter. Am 12. Juli 2006 wurden Teile des finnischen Kvarken als natürliche Fortsetzung des Gebietes Höga Kusten in das UNESCO-Welterbe aufgenommen; die Welterbestätte heißt seitdem Schärenküste - Kvarken-Archipel.

## Verkehr
Die Orte Umeå und Vaasa sind bereits seit langem durch eine Fährlinie verbunden. Hierbei handelt es sich um die kürzeste Fährverbindung zwischen dem schwedischen und dem finnischen Festland. Sie wurde lange Zeit durch die Fährlinie Vasabåtarna, dann von Silja Line betrieben. Heute fährt über den Kvarken ein Schiff der Wasaline. Die Verbindung wird durch den finnischen Staat subventioniert.
Auf einer Insel in der Mitte des Kvarken liegt ein Leuchtturm, der von Gustave Eiffel entworfen wurde. Dieser ist heute, wie die meisten Leuchttürme Finnlands, automatisiert.
Während des Winterkriegs 1939/40 und zuletzt 1966 und 1970 gab es eine Eisstraße von Finnland nach Schweden durch das Kvarken, also quer über den Bottnischen Meerbusen.
Früher wurde die Region im Winter intensiv für den Transport von Postsendungen genutzt, da das Meer jedes Jahr eine feste Eisschicht trug. Von verschiedenen politischen Parteien gab es Vorschläge eine Brücke über das Kvarken zu bauen. Diese Vorschläge sind zurzeit in der Diskussionsphase.